# حادثة انهيار فندق لؤلؤة الخير 2006
أنهيار فندق لؤلؤة الخير, في 5 يناير 2006, انهار المبنى الذي يقع في وسط مكة المكرمة, وأدى إلى وفاة 76 وإصابة 62., وكان ذلك في موسم الحج.